# Abdul Rachman Saleh Airport
Abdul Rachman Saleh Airport (indonesiska: Bandar Udara Abdul Rachman Saleh) är en flygplats i Indonesien.   Den ligger i provinsen Jawa Timur, i den västra delen av landet, 700 km öster om huvudstaden Jakarta. Abdul Rachman Saleh Airport ligger 529 meter över havet.
Terrängen runt Abdul Rachman Saleh Airport är platt åt sydväst, men åt nordost är den kuperad.Runt Abdul Rachman Saleh Airport är det tätbefolkat, med 735 invånare per kvadratkilometer. Närmaste större samhälle är Malang, 11,0 km sydväst om Abdul Rachman Saleh Airport. I omgivningarna runt Abdul Rachman Saleh Airport växer huvudsakligen savannskog.